# Karin Haftenberger
Karin Haftenberger (Bad Dürrenberg, 3 de junio de 1948) es una deportista de la RDA que compitió en piragüismo en la modalidad de aguas tranquilas.  Ganó una medalla de bronce en el Campeonato Mundial de Piragüismo de 1966 en la prueba de K4 500 m.

## Palmarés internacional
| Campeonato Mundial | Campeonato Mundial    | Campeonato Mundial | Campeonato Mundial |
| Año                | Lugar                 | Medalla            | Evento             |
| ------------------ | --------------------- | ------------------ | ------------------ |
| 1966               | Berlín Oriental (RDA) | Medalla de bronce  | K4 500 m           |